# Martin Maischberger
Martin Maischberger (* 1964 in München) ist ein deutscher Klassischer Archäologe und designierter Direktor der Antikensammlung der Staatlichen Museen zu Berlin Stiftung Preußischer Kulturbesitz. Er soll sein Amt zu Beginn des Jahres 2026 antreten.

## Leben und Wirken
Martin Maischbergers Vater war Physiker und Diplomingenieur in der Max-Planck-Gesellschaft und seine Mutter Reiseleiterin. Er ist der Bruder der deutschen Fernsehjournalistin Sandra Maischberger.
Martin Maischberger wuchs in Grottaferrata und Garching bei München auf. Er studierte Klassische Archäologie, Alte Geschichte und Italienische Philologie an der Universität Perugia und der Freien Universität Berlin sowie in Rom; an der FU Berlin erlangte er 1992 den Magister. 1995 wurde er an der FU Berlin mit der Arbeit Marmor in Rom. Anlieferung, Lager- und Werkplätze in der Kaiserzeit promoviert. Anschließend arbeitete er von 1995 bis 2000 in der Zentrale des Deutschen Archäologischen Instituts in Berlin, wo er für das Archiv zuständig war. Danach wurde er Kustos der Antikensammlung Berlin. Maischberger war 2002 als Kurator an der Ausstellung Die Griechische Klassik. Idee oder Wirklichkeit beteiligt. Zudem ist er an vielen weiteren Projekten und Publikationen des Museums als Mitarbeiter und Autor beteiligt. Seit dem 1. September 2007 ist Maischberger in Nachfolge von Gertrud Platz zunächst kommissarisch, dann auch regulär stellvertretender Direktor der Antikensammlung.
Maischberger gehört dem Vorstand der Freunde der Antike auf der Museumsinsel Berlin an, ist Mitglied des Interdisziplinären Zentrums „Alte Welt“ der Freien Universität Berlin, ist korrespondierendes Mitglied des Deutschen Archäologischen Instituts und gehört dem Beirat des Martin von Wagner Museums an. Im Jahr 2024 wurde Maischberger mit dem Ritterkreuz des Ordens des Sterns von Italien geehrt.

## Schriften
- Marmor in Rom. Anlieferung, Lager- und Werkplätze in der Kaiserzeit (= Palilia. Band 1). Reichert, Wiesbaden 1997, ISBN 3-89500-014-0.
- Konstantin in Berlin. Olivares, Mailand 2006, ISBN 88-85982-90-5.
- Ortwin Dally, Peter I. Schneider, Andreas Scholl (Hrsg.): ZeitRäume – Milet in Kaiserzeit und Spätantike, Schnell & Steiner, Regensburg 2009.
- mit Gunnar Brands (Hrsg.): Lebensbilder. Klassische Archäologen und der Nationalsozialismus. Band 1, Verlag Marie Leidorf, Rahden/Westfalen 2012, ISBN 978-3-86757-382-5; Band 2, Verlag Marie Leidorf, Rahden/Westfalen 2016, ISBN 978-3-86757-394-8.